# Cryptocarya maclurei
Cryptocarya maclurei är en lagerväxtart som beskrevs av Elmer Drew Merrill. Cryptocarya maclurei ingår i släktet Cryptocarya och familjen lagerväxter. Inga underarter finns listade i Catalogue of Life.